# Gallspach
Gallspach là một đô thị ở huyện Grieskirchen bang Oberösterreich, nước Áo. Đô thị này có diện tích 6,18 km², dân số thời điểm ngày 31 tháng 12 năm 2005 là 2641 người.